# نيد باور
نيد باور (بالإنجليزية: Ned Power)‏ هو لاعب قذف أيرلندي، ولد في 20 نوفمبر 1929 في دونغارفن ‏ في جمهورية أيرلندا، وتوفي في 15 نوفمبر 2007.